# Guerra Fría árabe
Guerra Fría árabe (en árabe: الحرب العربية الباردة‎ al-Harb al-`Arabbiyah al-bārdah ) fue una serie de conflictos en el mundo árabe entre las nuevas repúblicas bajo el liderazgo de Gamal Abdel Nasser de Egipto, apoyados por la Unión Sovietica, defendiendo el nacionalismo árabe, el socialismo árabe y el panarabismo, y los reinos más tradicionalistas, apoyados por Estados Unidos y liderados por el rey Faisal de Arabia Saudí. El periodo de conflicto comenzó después de la Revolución egipcia de 1952 y el ascenso al poder de Nasser, y duró hasta 1970, cuando este murió.

## Descripción
A pesar de su inicio durante la Guerra Fría global y del periodo de la descolonización y de sus conexiones e interacciones con estos procesos, la Guerra Fría árabe no fue un enfrentamiento entre regímenes capitalistas y marxistas-leninistas. La rivalidad constó de las repúblicas árabes nacionalistas de un lado —generalmente de orientación cuasisocialista y panarabista—, y las monarquías tradicionales del otro —generalmente con estructuras económicas cuasifeudales y rentistas—. El principal Estado nacionalista árabe durante este periodo era Egipto, seguido de cerca y en competencia por Siria (con el cual se uniría brevemente con Egipto para formar la República Árabe Unida en 1958-1961). La principal monarquía conservadora era Arabia Saudí, seguida de cerca por Jordania (e inicialmente Irak).
Aunque teóricamente, casi todos los países árabes fueran no alineados durante este periodo, en la práctica, las repúblicas nacionalistas, con la notable excepción de Líbano, eran aliadas de la Unión Soviética, aún con la mayoría de ellas reprimiendo brutalmente los partidos comunistas dentro de sus fronteras (es decir, una alianza estratégica pero no ideológica), mientras que las monarquías conservadoras generalmente recibían apoyo de Estados Unidos.
La expresión «Guerra Fría árabe» fue acuñada por el científico político estadounidense especializado en Oriente Medio Malcolm Kerr, en su libro de 1965 del mismo título, y ediciones posteriores.